# Nicolás Acevedo
Pour les articles homonymes, voir Acevedo.
Nicolás Acevedo, né le 14 avril 1999 à Montevideo en Uruguay, est un footballeur uruguayen qui évolue au poste de milieu de terrain à l'EC Bahia.

## Biographie

### Liverpool FC
Natif de Montevideo en Uruguay, Nicolás Acevedo est formé par l'un des clubs de la capitale uruguayenne, le Liverpool FC. Il débute en professionnel le 14 octobre 2018, en championnat, contre le Defensor Sporting. Ce jour-là il est titulaire et son équipe s'impose sur le score de deux buts à un (2-1).
Au cours de l'année 2019 Acevedo est nommé capitaine de l'équipe, à seulement vingt ans.

### New York City FC
Nicolás Acevedo rejoint le New York City FC en mars 2020.
Il joue son premier match de MLS le 30 août 2020 face au Fire de Chicago. Il entre en jeu à la place de James Sands et son équipe l'emporte par trois buts à un.
Avec New York, il remporte les premiers trophées de sa carrière avec la Coupe MLS en 2021 puis la Campeones Cup en 2022.

### Prêt au Brésil
Le 20 décembre 2022, il est prêté à l'EC Bahia, autre club du City Football Group, pour la saison 2023.
Il joue son premier match pour l'EC Bahia le 15 janvier 2023, contre l'Esporte Clube Jacuipense (en), lors d'une rencontre du Campeonato Baiano. Il entre en jeu à la place de Lucas Mugni (en) et son équipe s'impose par un but à zéro.

### En équipe nationale
Avec les moins de 20 ans, il participe au championnat sud-américain des moins de 20 ans en début d'année 2019. Lors de cette compétition, il joue les neuf matchs de son équipe dans leur intégralité. L'Uruguay se classe troisième du tournoi. Il dispute ensuite quelques mois plus tard la Coupe du monde des moins de 20 ans organisée en Pologne. Lors du mondial junior, il ne joue que quatre matchs dont trois comme titulaire. Il se distingue face au Honduras, où il ouvre le score, contribuant à la victoire de son équipe (0-2). Les Uruguayens s'inclinent en quart de finale face à l'Équateur (1-3 score final).

## Palmarès
New York City FC
- Vainqueur de la Coupe MLS en 2021.
- Vainqueur de la Conférence Est de la MLS en 2021.
- Vainqueur de la Campeones Cup en 2022.